# Jerzy Chumiński
Jerzy Chumiński (ur. 27 lutego 1934 w Bochni, zm. 19 marca 2001 w Tarnowie) – polski nauczyciel, społecznik i działacz kulturalny.
Przyszedł na świat w rodzinie Stefana Chumińskiego, urzędnika bankowego, oraz Stanisławy z Wełnów – nauczycielki. Jego bratem ciotecznym był Tadeusz Litawiński.
W 1956 roku ukończył studia na Wydziale Matematyczno-Fizycznym Uniwersytetu Jagiellońskiego, uzyskując tytuł magistra matematyki. Pomiędzy 1956 a 1986 roku pracował jako nauczyciel matematyki w liceach ogólnokształcących w Krakowie oraz Tarnowie. W czasie swojej pracy zawodowej pełnił m.in. funkcję wicedyrektora I Liceum Ogólnokształcące im. Kazimierza Brodzińskiego w Tarnowie.
W 1986 roku przeszedł na emeryturę i poświęcił się pracy społecznej na rzecz zachowania dziedzictwa kulturowego i historycznego Małopolski. W 1992 roku założył czasopismo kulturalno-historyczne „Zeszyty Wojnickie”, którego do śmierci był redaktorem naczelnym (ukazało się ponad 100 numerów). W 1993 roku został współtwórcą Towarzystwa Przyjaciół Ziemi Wojnickiej, pełniąc funkcję przewodniczącego stowarzyszenia od momentu jego powstania aż do śmierci. Był inicjatorem licznych działań zmierzających do zachowania dziedzictwa historycznego Małopolski, w szczególności zaś Wojnicza i okolic. Dzięki jego działaniom powstał m.in. Pomnik Lotników Alianckich w Dębinie Zakrzowskiej.
W uchwale Zarządu Województwa Małopolskiego z dnia 8 grudnia 2015 roku określono go mianem wielkiego społecznika i człowieka o niezliczonych pasjach.
Opublikował (głównie na łamach „Zeszytów Wojnickich”) kilkadziesiąt artykułów poświęconych historii Małopolski. Wraz z Józefem Szymańskim opracował i wydał sześć tomów wojnickich ksiąg cechowych. Był także inicjatorem wydawnictwa źródłowego „Biblioteczki Historycznej Wojnicza”, w ramach której wydano drukiem m.in. wszystkie zachowane wojnickie księgi miejskie.
Za swoją działalność został odznaczony m.in. Złotym Krzyżem Zasługi i Odznaką „Zasłużony Działacz Kultury”. W 2016 roku fragmentowi drogi wojewódzkiej numer 975 (wschodniej obwodnicy Wojnicza) zostało nadane imię Jerzego Chumińskiego.